# Браун (окръг, Канзас)
Окръг Браун (на английски: Brown County) е окръг в щата Канзас, Съединени американски щати. Площта му е 1481 km², а населението - 10 236 души. Административен център е град Хаяуата.